# Biografer i Sundsvall

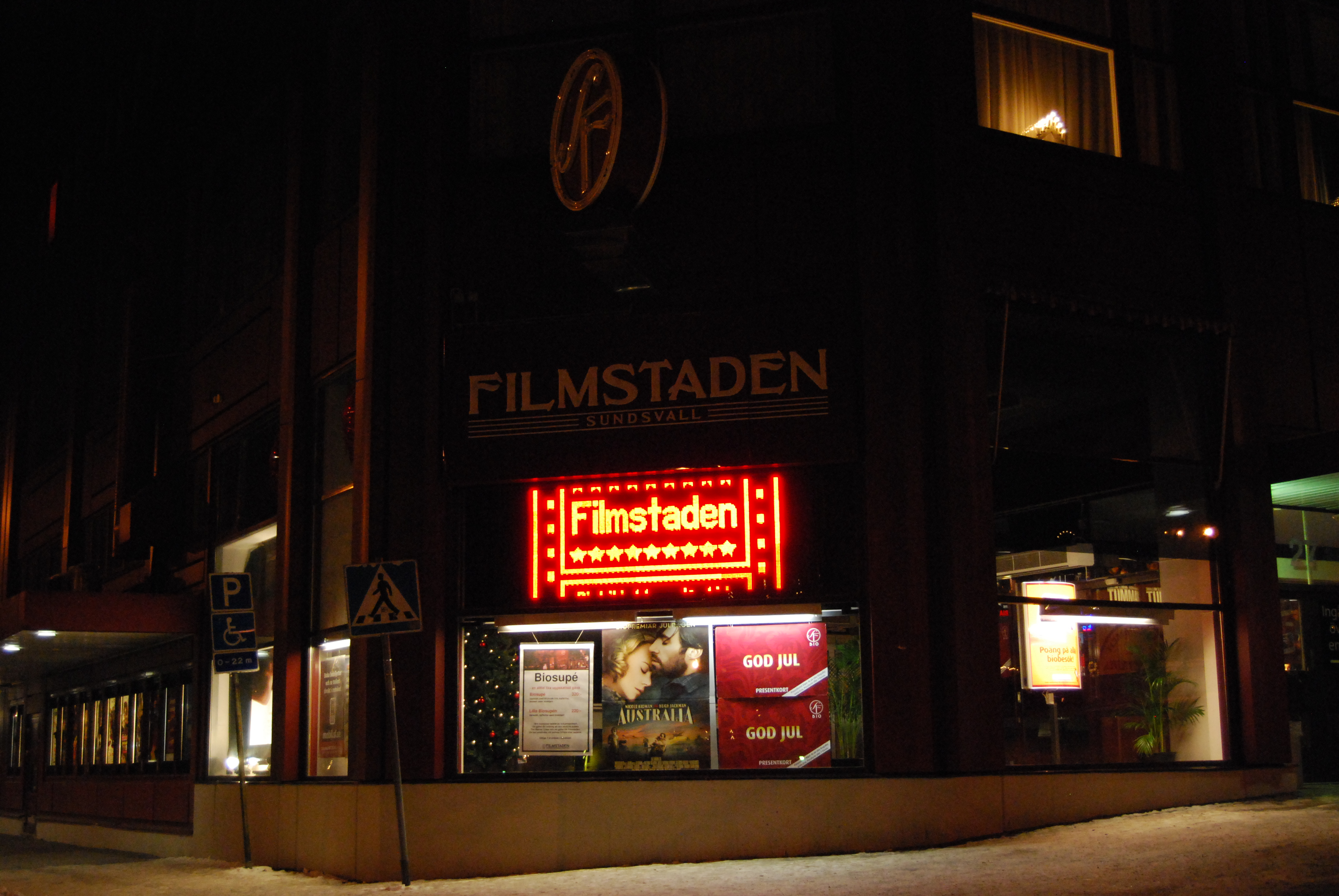
Filmstaden i Sundsvall på nyårsafton 2008.

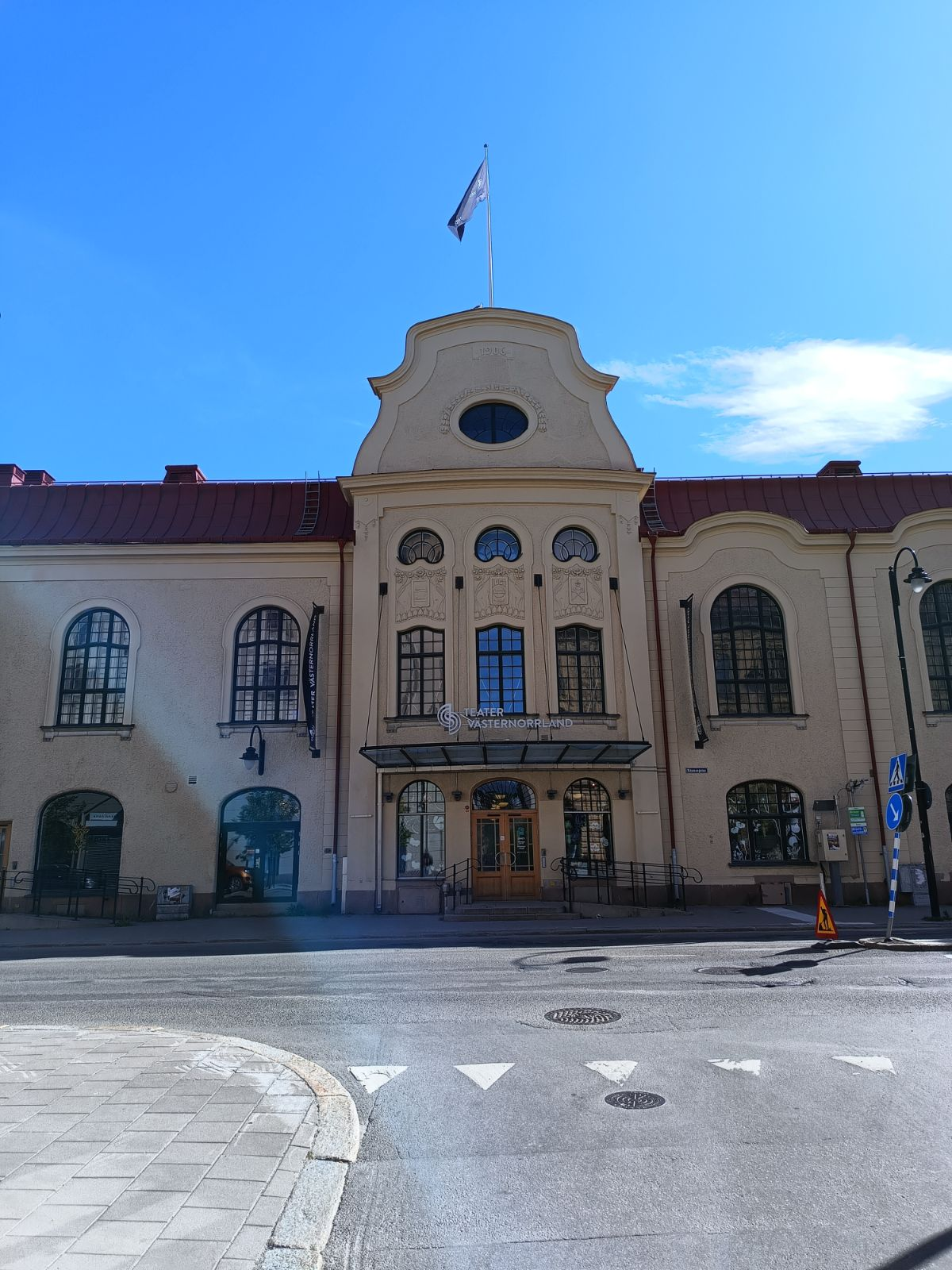
Konsertteatern i Sundsvall fungerade tidigare som biograf.

Den första permanenta biografen i Sundsvall öppnade i början av 1900-talet, efter att filmvisningar blivit populära i staden. År 1905 öppnade den första biografen i Sundsvall, som sedan följdes av fler 1906, 1910, 1912, 1917, 1918 och 1929. På 1910- och 1920-talen verkade biokungen Bror Abelli i Sundsvall. Vid samma tid som Bror Abelli drev sin verksamhet i Sundsvall öppnades flera så kallade "bygdebiografer" utanför Sundsvall, bland annat i Matfors, Njurunda, Fränsta och Kovland. Sundsvalls Filmstudio bildades den 11 april 1945.
Biografen China blev Sundsvalls första flersalongsbiograf 1978 innan allt fler multibiografer följde. Vid 1990-talets slut fanns det två multibiografer, Filmstaden och Sandrews, med sammanlagt tio biografsalonger. En av de två stängde den 31 mars 1999, och fram till 2020 drev Filmstaden sin verksamhet på Esplanaden. Efter att samtliga 35 Filmstaden-biografer tillfälligt stängde under Covid-19-pandemin avslutade SF Bio AB och Folkets hus samarbetet och Filmstaden Sundsvall stängde. Istället öppnade Bio Drakstaden i lokalen.
Numera finns reklamaffischer från flera nedlagda biografer i Medelpadsarkivet på Kulturmagasinet.

## Filmen kommer till Sundsvall
Efter att fransmannen Charles Marcel haft filmvisning i Stockholm reste han vidare till Sundsvall. Den första filmvisningen i staden ägde rum i Lilla Salongen på Tivoli i augusti 1896. Sundsvalls-Posten skrev följande i en recension:
| ”                 | "Levande fotografier" eller Edisons kinematograf förevisas från och med i qväll å Tivoli. Medels kinematografen ser man bilderna på en hvit, utspänd duk, och hur många personer som helst kunna således samtidigt se dem. Bilderna lefva.[...] | „ |
| Sundsvalls-Posten | |   |

Till filmvisningen kom så pass många att man fick flytta föreställningarna till Tivolis stora salong och dessutom förlänga sejouren sju veckor. De flesta filmer Marcel visade var hämtade ur Thomas Edisons katalog, men han introducerade också Sundsvall till fransmannen Georges Méliès filmer. Titlarna på de handkolorerade, drygt minutlånga filmer var bland annat Amerikansk boxningsscen, Excentrisk kadrilj, Brottningskamp, Komisk kortspelsscen, Avenue de l'Opéra i Paris, Gata i Sankt Petersburg och Spansk dansös. På grund av publikmassorna i Sundsvall fick man göra inköp av ytterligare titlar från Frankrike.
Från år 1903 blev filmvisningar längre än två timmar vanliga och man investerade i mer påkostade och längre filmer. Illusionisten Niels Jacobsen, mer känd under artistnamnet Le Tort, visade i mars 1903 Georges Méliès verk Resan till månen med stor framgång. I april 1904 visade Sundsvallsbon P Blom upp den 25 scener långa filmen Passionsspelen i Oberammergau. Knappt ett år senare, i januari 1905, visades Edwin S. Porters äventyrsfilm The Great Train Robbery (under den tillfälliga titeln "Amerikanska stråtröfvare plundra ett posttåg").

## De första biograferna i Sundsvall

### Olympia
Sundsvalls första biograf, eller kinematograf-teater, slog upp sina portar för allmänheten den 9 december 1905 i hörnet av Östra Esplanaden och Trädgårdsgatan. Anders Skog från Göteborg hade startat verksamheten. Biografen bar namnet Olympia och rymde cirka 50 sittplatser. Biografen visade ofta upp filmer som hade spelats in i Sundsvall, exempelvis parader och då och då även fotografier på kända Sundsvallsbor. År 1916 filmades Vängåvan, Stora Torget med mera och Olympia använde sig av reklamkampanjen "Se Eder själv på film".
Filmer från franska leverantörer såsom Pathé Fréres och Gaumont var bland de första som kom till Olympia. Senare kom danska och tyska filmer att dominera repertoaren.
Den lokala censuren utövades av polismyndigheten, som ofta klippte bort våldsamma scener. Censuren försvann dock i och med tillkomsten av statens biografbyrå 1911. Anna Wendel övertog biografen efter några år och drev den fram till 1921 då den arrenderades av Skandinavisk Filmcentral. Biografen stängde några år in på 1930-talet.

### Kinematografen Svea

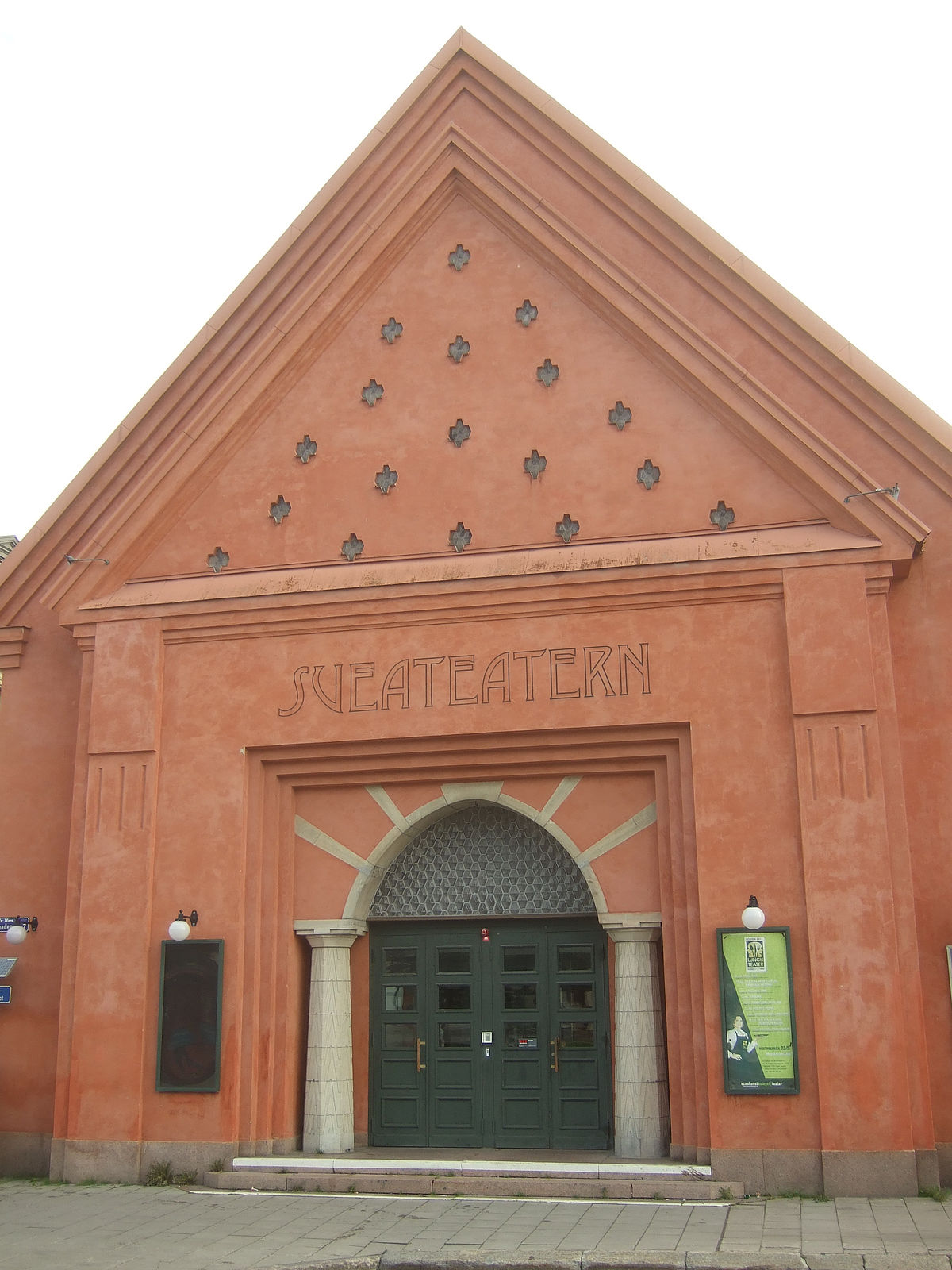
Sveateatern användes från tidigt 1900-tal fram till 1986 som biograf.

Inte långt efter öppningen av Olympia fick Sundsvall sin andra biograf. Efter att IOGT lämnat sin lokal belägen i hörnet av Köpmangatan och Thulegatan öppnade skohandlaren Gottfrid Nilsson Kinematografen Svea 1906. Biografen öppnade den 10 november och visade filmer varje dag från klockan sex på eftermiddagen. Varje timme fram till tio på kvällen visades en ny film. Den 16 november presenterades följande repertoar:
- I. Det besvärliga skägget
- II. Panorama af Barcelonapark i aftonstämning
- III. Den häftige fiskaren
- IV. Två pojkars upptåg
- V. Fyrverkeri
- VI. Det förargliga fiskbenet
- VII. Barnarof
- VIII. Ett grundligt bad
- IX. Tyst, min man kommer

Lokala inslag var uppskattade, så på repertoaren stod i december samma år Sundsvalls brandkår under övning och uttryckning. I augusti 1911 visade man fotografier av Baron Cederströms flygning i Sundsvall och ett par veckor senare Karnevalsfesten i Folketspark på foto samt Badlivet vid Fläsian.

### Central-biografen
I hörnet av Västra Esplanaden och Trädgårdsgatan öppnade den 5 november 1910 Sundsvalls tredje biograf, Central-biografen. Lokalen rymde 100 personer och hade ett modernt maskineri. Trots detta stängde verksamheten efter ungefär ett år.

### Nya biografer i godtemplarnas lokaler
Godtemplarna skänktes av Sundsvalls stad, Sundsvalls handelsbank och Sundsvalls utskänknings AB en tomt på Köpmangatan 9, där de kunde uppföra någon typ av ordenshus. För att stärka kassan byggdes även en biograf vid namn Thule, en trappa upp i huset. Thule kallades även för "Keps-bion" på grund av majoriteten av besökarnas huvudbonad. På bottenvåningen fanns en större salong för publikdragande filmer, med plats för 500 personer. Av den salongen blev det en annan biograf, Konsert-teatern. Annandag jul 1912 visades på Konsert-teatern det första långa filmprogrammet i Sundsvall, Samhällets olycksbarn, en film på nära tre timmar. Thule flyttade 1917 till en nybyggd biograflokal på Köpmangatan 18 och fick namnet Nya Thule.

### Svea den andre och Röda Kvarn

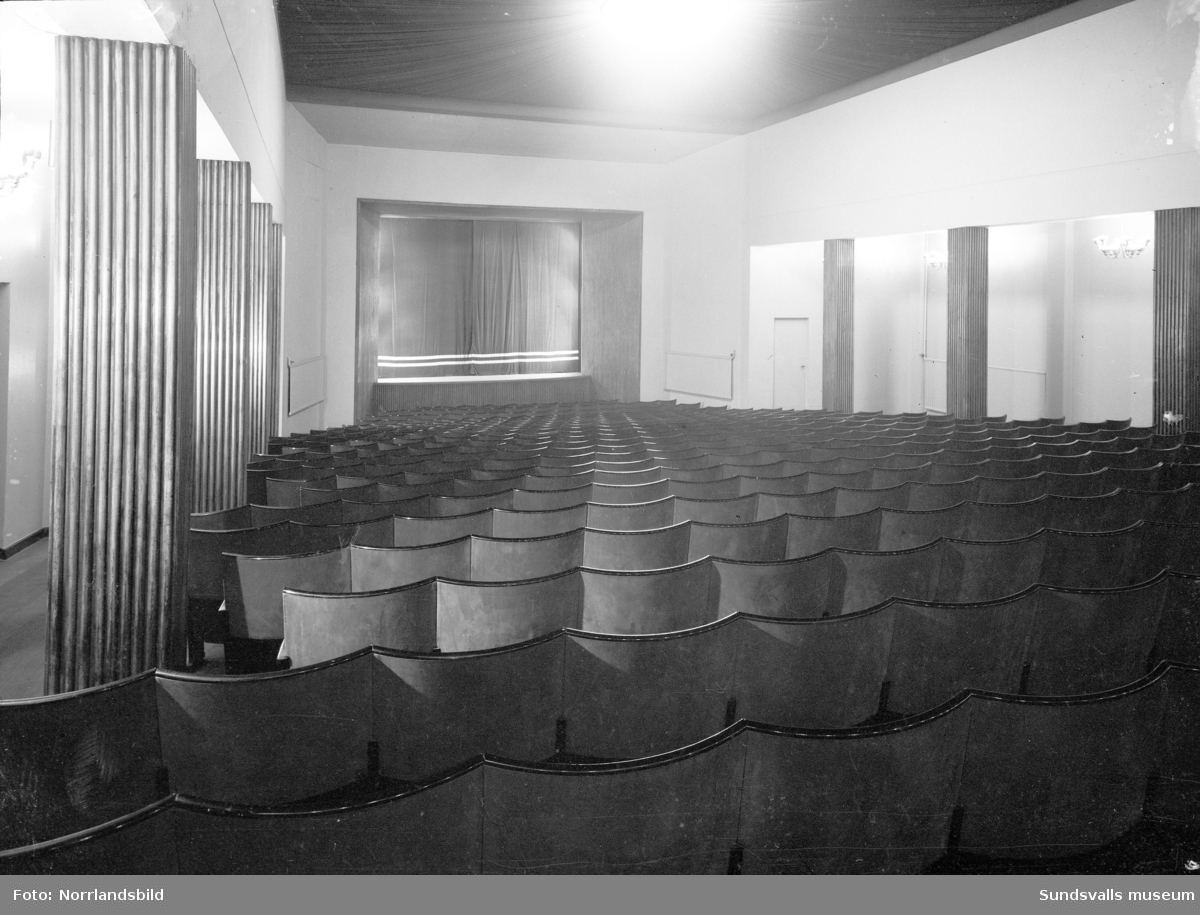
Interiören i Röda Kvarn.

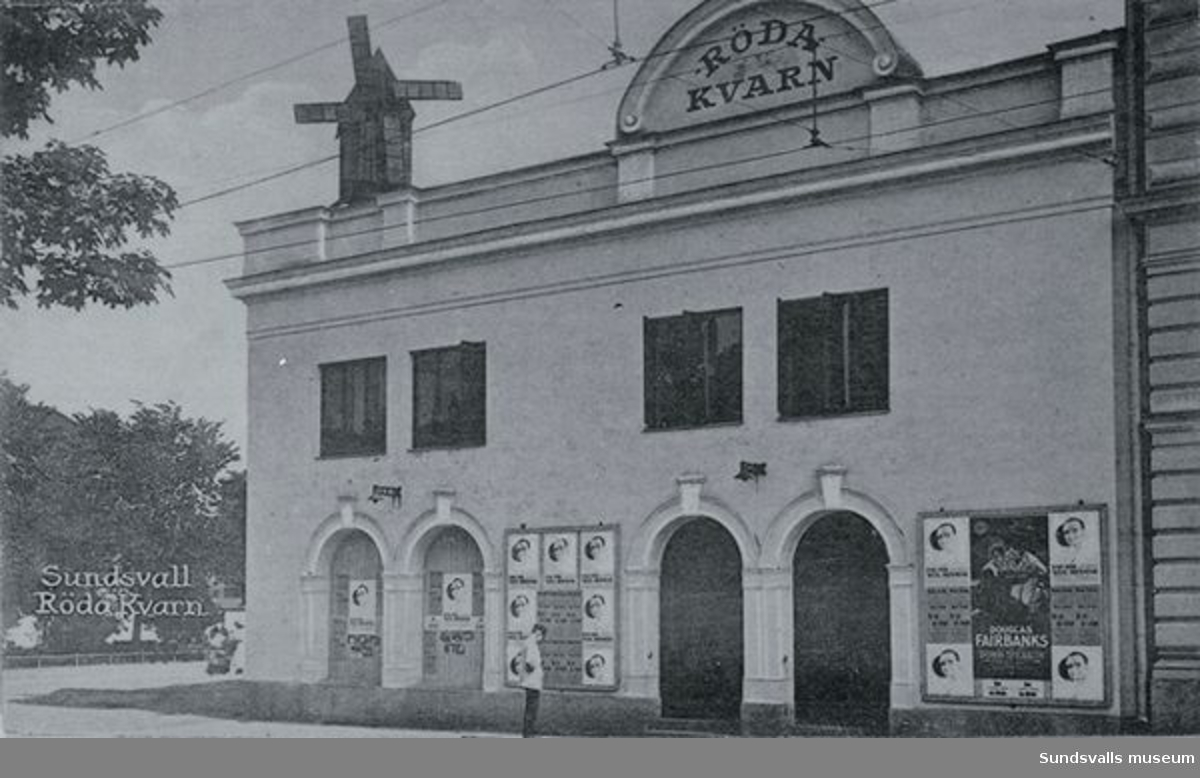
Röda Kvarn.

År 1911 påbörjades uppförandet av en biograflokal vid Östra Esplanaden. Byggnaden ritades av Ragnar Östberg och ansågs som en av de vackraste byggnaderna i Sundsvall. Biografteatern utsågs till byggnadsminne 1988. Gottfrid Nilsson, ägaren av Svea-biografen, flyttade över sin verksamhet till det nybyggda huset och hade premiär den 6 april då den tyska filmen En moder tvekar icke visades.
Efter endast några år avled Nilsson och den norrländske biokungen Bror Abelli tog över Svea-teatern i maj 1916. 1918 lät Abelli efter egna ritningar uppföra biografen Röda Kvarn, belägen i hörnet av Östra Esplanaden och Sjögatan. Abelli själv kallade biografen för "Norrlands största och elegantaste kinoteater". Biografen rymde drygt 400 personer. Den 2 mars 1918 invigdes Röda Kvarn och Tösen från Stormyrtorpet visades.

### Nya Thule blir Saga
Nya Thulebiografen invigdes den 12 mars 1917. Biografen hade 256 sittplatser och invigdes genom visning av Sundsvallsbilder från Bergeforsen och Ostkustbanan, Panorama från Sundsvall och Svenska Biograf-Teaterns slagnummer Värdshusets hemlighet. Biografdirektören Oscar Johansson fortsatte dock använda godtemplarnas lokal, "Gamla Thule", på lördagar och söndagar.
1919 såldes både Gamla och Nya Thule till Hugo Plengier från Uppsala. Thule fick dock ekonomiska problem och behövde till och med stänga några år på 1920- och 1930-talet, då lokalen istället fungerade som utställningslokal och magasin. 1930 tog Sundsvalls biografteatrar med Viktor Nygren i spetsen över och öppnade Thule igen, under namnet Saga-biografen.

## Biografer under mellankrigstiden
I början av 1920-talet sänktes publiksiffrorna med nästan 25% på grund av sänkta löner och hög arbetslöshet. Sundsvalls första biograf, Olympia, stängdes i mitten av 1920-talet medan Konsert-teatern gjorde ett uppehåll. Efter att Röda Kvarn bytt ägare till John Svedblom 1929 verkade biografen några år under namnet Elite. I mitten av 1930-talet återfick det dock sitt ursprungliga namn. Konsert-teatern visade den första ljudfilmen i Sundsvall och Norrland 1929.
På 1930-talet genomgick flera biografer omfattande renoveringar. Svea-biografen byggdes om och renoverades under sommaren 1932 då bland annat maskinrummet utvidgades och salongen fick nya stolar. Under 1934 genomgick Konsert-teatern en renovering där bland annat läktaren fick fler sittplatser, vestibulen flyttades ned och parkettgolv lades in.  Röda Kvarns väderkvarn på taket togs bort 1935, samtidigt som mittgången i salongen togs bort och golvet höjdes. China-biografens ljud och akustik förbättrades i samband med en renovering 1939.

### Bygdebiografer
På 1910- och 20-talen spred sig filmens popularitet till de mindre orterna utanför städerna. Till följd av detta byggdes biografer även där, så kallade "bygdebiografer". I Sundsvallsområdet fanns bygdebiografer i Matfors, Njurunda, Fränsta, Torpshammar, Ånge, Kvissleby, Kovland, Indal och Liden.

### China
Efter att Sundsvalls Folkets Hus-förening den 6 mars 1927 bestämt sig för att börja samarbeta med föreningen Folkets park gavs möjlighet till bygget av ett Folkets hus i Sundsvall. Bygget påbörjades den 30 juli 1928 och i början av 1929 beslöt styrelsen att byggnaden också skulle inrymma en biograf. Biografen fick namnet China och invigdes den 15 november 1929 med naturfilmen Simba. Biografen rymde 500 personer, varav 200 skulle sitta på läktaren. 1931 köptes en ljudanläggning in för att kunna visa ljudfilm.
Förutom filmvisning användes även China-biografen till Elis Ågrens nyårsrevyer och brottning- och boxningsmatcher.

## Efter andra världskriget
Under kriget hade bland annat China genomgått ännu en renovering, där biografen bland annat fick en ny ridå, bättre ventilationssystem samt ny belysning. Även Konsert-teatern hade förändrats under krigstiden. Biografen ritades om sommaren 1943 och fick då en biljettkiosk, ny ridå och ett ökat antal sittplatser. Dessutom bildades Sundsvalls Filmstudio den 11 april 1945.
Efter krigstiden gick den tekniska utvecklingen snabbt. China-biografen fick exempelvis byta ut de projektorer som inköptes 1952 till cinemascope 1956. Biografen Röda Kvarn revs 1971 för att ge plats åt en annan byggnad. Konsert-teatern visade sin sista film 1984 för att sedan bara visa teater.

### Multibiografen
Länets första multibiograf eller flersalongsbiograf blev China-biografen, som delades upp i tre salonger. Den gamla biosalongen blev den största av de tre med sina 207 platser och kallades China Blå medan läktaren med 102 sittplatser blev China Röd. Betydligt mindre blev China Grön, den ombyggda foajén med 34 sittplatser. China Grön var menad för visning av mer udda och exklusiva filmer. Multibiografen invigdes med filmerna Chez nous, Thank God it's Friday och Capricorn one den 8 september 1978.
Efter att Folkets hus och SF kom med beskedet att bygga en ny multibiograf 1986 fick både Saga-biografen, China-biografen och Svea-biografen stänga. Dessa biografer sågs nämligen som "tämligen omoderna och ombyggnadskostnaderna skulle bli mycket höga".

### Folkets hus, Filmstaden

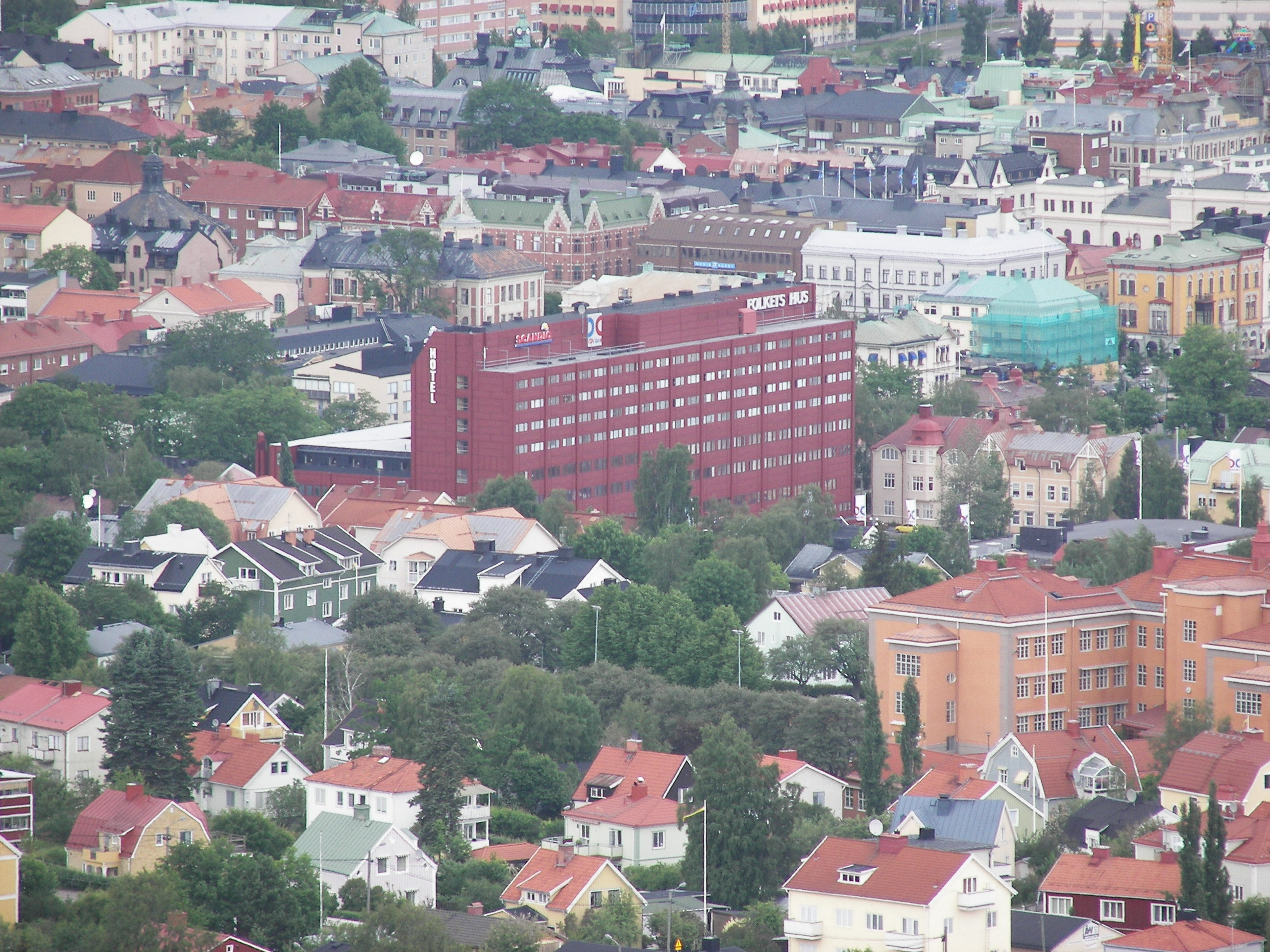
Folkets Hus i Sundsvall, sett från Södra berget.

1974 påbörjades bygget av ett Folkets hus som förutom hotell och restaurang även skulle inrymma biograf och lokaler för egen verksamhet. Knappt tre år senare, den 10 februari 1977, invigdes biografen Folkan med visning av filmen Bugsy Malone. Biografen hade en salong på 378 sittplatser.
I december 1986 byggdes biografen om och fick namnet Filmstaden. Den tidigare salongen kompletterades då med ytterligare fem salonger. Dessa nya salonger bar namnen Svea, Saga, China, Konsert och Röda Kvarn. Under ombyggnationen började även Folkets hus samarbeta med SF. Efter att under 1993 byggts ut ytterligare kunde Filmstaden den 15 oktober inviga de två nya salongerna Olympia och Thule.

### Sandrews
Sundsvalls andra multibiograf var Sandrews, som öppnade i april 1980. Biografen bestod av fyra salonger; en var av det större slaget med 158 platser och de tre andra var mindre, med 61, 48 och 34 platser. Sandrew visade under sitt första år 175 filmer för en publik på 67 000 personer, men fick hård konkurrens när Filmstaden öppnade 1986. Efter några år blev konkurrensen för omfattande och Sandrews stängde sin biograf i Sundsvall den 31 mars 1999.

### Bio Drakstaden
Filmstadens alla biografer stängde tillfälligt under Covid-19-pandemin. Filmstaden stängde sin verksamhet och Bio Drakstaden tog över lokalen Filmstaden tidigare huserade i. Bio Drakstaden har idag totalt 988 sittplatser fördelat på åtta salonger.